# Arnold Adolph Berthold
Arnold Adolph Berthold ou Arnold Adolf Berthold (Soest, 26 de fevereiro de 1803 – Göttingen, 3 de janeiro de 1861) foi um fisiologista e zoólogo alemão. Estudou medicina em Göttingen, em 1819, e escreveu a sua tese sob a direcção de Johann Friedrich Blumenbach (1752-1840). Berthold começou a ensinar fisiologia na Universidade de Göttingen, onde passou o resto da sua carreira. É conhecido como pioneiro em endocrinologia devido às suas experiências sobre o papel das gônadas no desenvolvimento das características sexuais secundárias. Publicou trabalhos importantes sobre répteis e anfíbios, assim como sobre fisiologia de aves. No campo da entomologia, escreveu Natürliche Familien of Thierreichs (1827).